# Dríope (rey)
Dríope (Δρύοψ en griego antiguo, cuyo nombre recuerda al «árbol» o a la «encina») es un personaje de la mitología griega. Este rey es el epónimo del pueblo de los dríopes, al que se considera uno de los primeros en ocupar la península Helénica. Reinaba en la región del monte Eta. Sus descendientes habrían habitado primero en el Parnaso, región de la que habrían sido expulsados por los dorios y obligados a dispersarse por Eubea, Tesalia, el Peloponeso e incluso por la isla de Chipre.
No existe una tradición establecida acerca de su ascendencia, siendo Dríope a veces referido como hijo del río Esperqueo y de Polidora, una de las hijas de Dánao. Otras veces se dice que nació fruto de la unión de Apolo y Día, hija de Licaón. En esta última versión se dice que la propia Día ocultó al infante Dríope en un árbol hueco y de ahí que recibiera su nombre.Otros autores reemplazan a Dríope por Éurito, rey de Ecalia. Se dice que Dríope tuvo una única hija, llamada Dríope, pero no se indica quién fue la consorte.Otros más dicen que Dríope fue padre de Cragaleo, personaje que sólo cita Antonino Liberal, y que funciona como epónimo de los cragalides de Fócide.
Pausanias nos cuenta que los de Asine son los que más se enorgullecen de llamarse dríopes, y tienen un templo de Apolo, un héroon de Dríope y una imagen suya antigua. En su honor, celebran un misterio cada año y dicen que Dríope es hijo de Apolo.En la versión que los arcadios dan de su historia, Dríope descendía del rey Licaón, y tendría luego una hija, amada de Hermes y madre con este de Pan. En la versión de los tesalios la hija de Dríope concebiría a Anfiso como fruto de su unión con Apolo.

## Etimología
Aunque tanto este personaje como su hija han evolucionado a la forma castellana Dríope, provienen de dos palabras distintas en griego antiguo: al padre corresponde la forma «Δρύοψ» (Drýops); a la hija, «Δρυόπη» (Dryópe).